# Střevač
Střevač (en allemand : Strewatsch) est une commune du district de Jičín, dans la région de Hradec Králové, en République tchèque. Sa population s'élevait à 280 habitants en 2022.

## Géographie
Střevač se trouve à 8 km au sud-ouest de Jičín, à 45 km au nord-ouest de Hradec Králové et à 70 km au nord-est de Prague.
La commune est limitée par Bukvice au nord, par Veliš et Kostelec à l'est, par Chyjice au sud, et par Bystřice et Markvartice à l'ouest.

## Histoire
La première mention écrite de la localité date de 1340.

## Administration
La commune se compose de quatre sections :
- Batín
- Nadslav
- Štidla
- Střevač

## Galerie

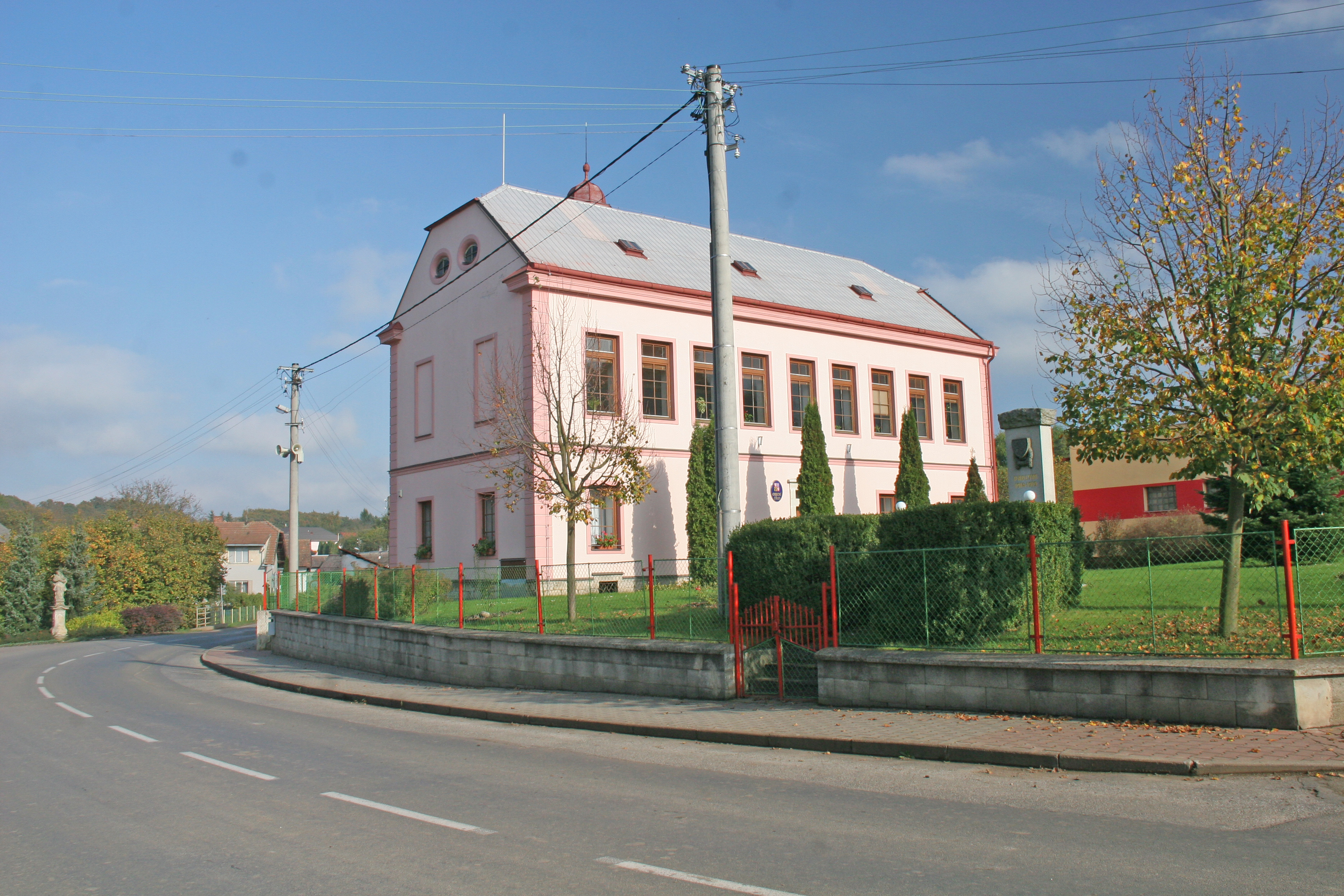
Střevač : la mairie.
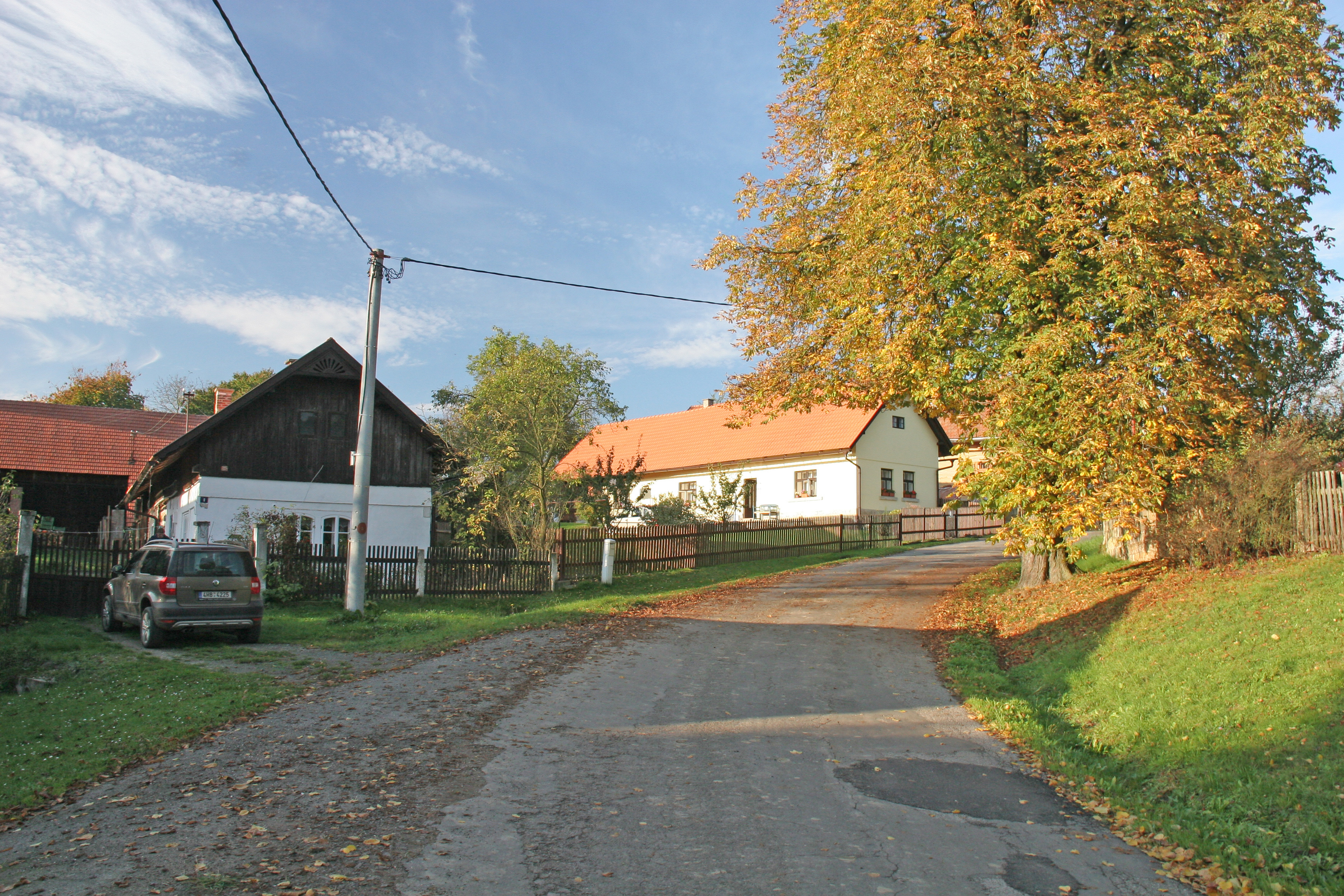
Štidla.

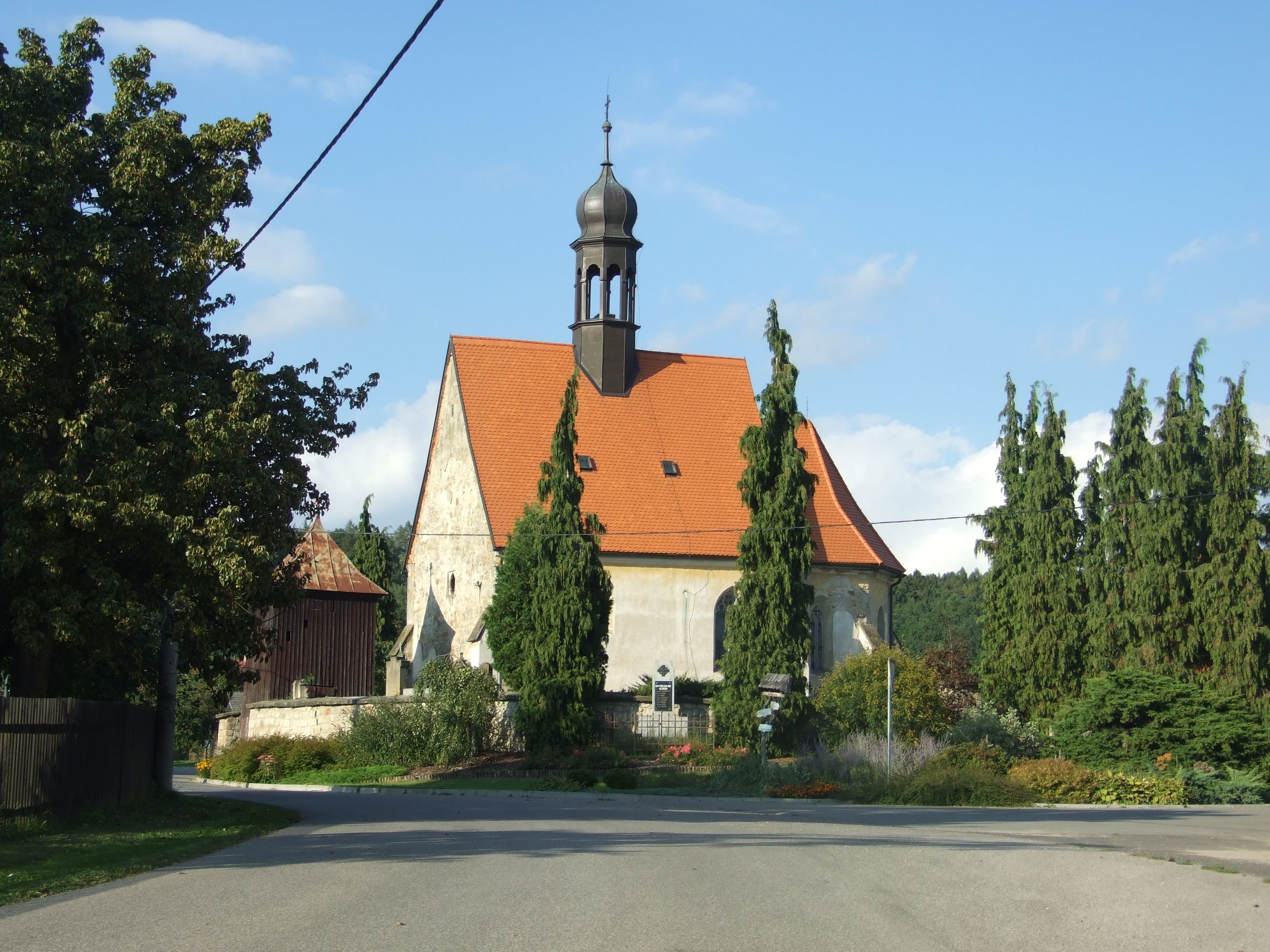
Nadslav : église Saint-Procope.
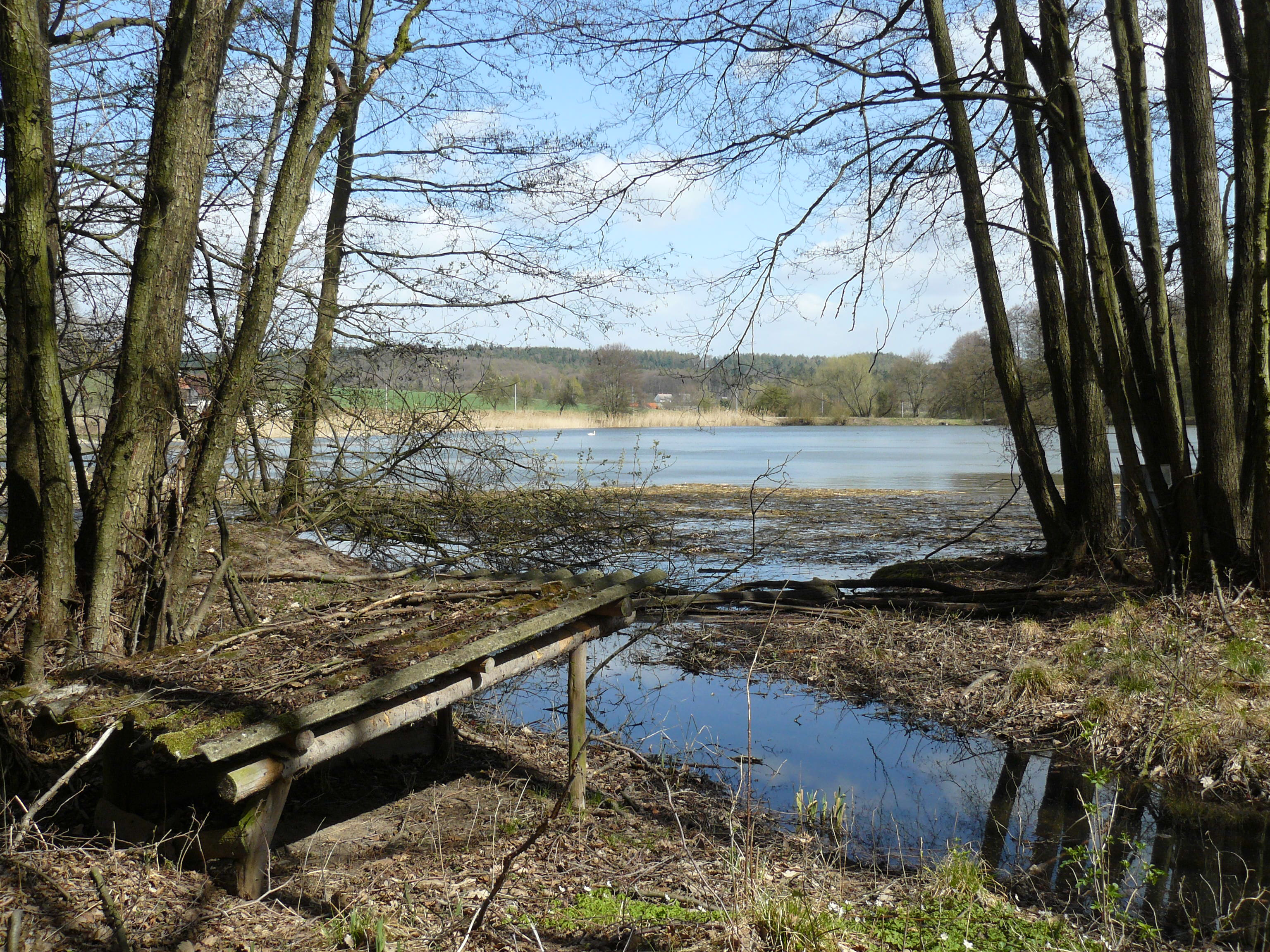
Étang de Mordyr.

## Transports
Par la route, Střevač se trouve à 9,6 km de Jičín, à 56 km de Hradec Králové et à 92 km de Prague. 